# Trofeo Melinda 1995
Il Trofeo Melinda 1995, quarta edizione della corsa, si svolse il 27 agosto 1995 su un percorso di 196,7 km, con partenza da Coredo (Italia) Coredo e arrivo a Cles. La vittoria fu appannaggio dello svizzero Pascal Richard, che completò il percorso in 5h10'00", alla media di 38,071 km/h, precedendo il connazionale Felice Puttini e l'italiano Gianni Faresin.

## Ordine d'arrivo (Top 10)
| Pos. | Corridore          | Squadra                      | Tempo    |
| ---- | ------------------ | ---------------------------- | -------- |
| 1    | Pascal Richard     | MG Maglificio-Technogym      | 5h10'00" |
| 2    | Felice Puttini     | Refin                        | s.t.     |
| 3    | Gianni Faresin     | Lampre-Panaria               | a 0'10"  |
| 4    | Alberto Elli       | MG Maglificio-Technogym      | s.t.     |
| 5    | Paolo Lanfranchi   | Brescialat-Fago              | s.t.     |
| 6    | Massimo Donati     | Mercatone Uno-Saeco          | s.t.     |
| 7    | Valter Bonča       | ZG Mobili-Selle Italia-Birex | s.t.     |
| 8    | Stefano Cattai     | ZG Mobili-Selle Italia-Birex | s.t.     |
| 9    | Maurizio Fondriest | Lampre-Panaria               | a 5'18"  |
| 10   | Angelo Lecchi      | Brescialat-Fago              | s.t.     |